# Storžič
Lo Storžič (2.132 m s.l.m.) è una montagna delle Alpi di Kamnik e della Savinja nelle Alpi di Carinzia e di Slovenia. Si trova in Slovenia tra l'Alta Carniola e la Carinzia slovena.